# 協力 (進化)
進化において、協力（きょうりょく、英: Cooperation (evolution)）とは、生物の集団が共通または相互の利益のために共に働くまたは行動するプロセスである。これは、少なくとも部分的に、行為者の社会的パートナーの繁殖成功度を高めるために進化した適応として一般的に定義される。例えば、オスライオンによる縄張りの合唱は、侵入者を思いとどまらせ、全ての参加者に利益をもたらす可能性が高い。
このプロセスは、個体が利己的な理由で互いに対立する集団内競争とは対照的である。協力は人間だけでなく、他の動物にも存在する。協力を示す分類群の多様性は非常に大きく、シマウマの群れからチメドリ科、アフリカゾウ属まで及ぶ。多くの動物や植物種は、同種の個体とも他種の個体とも協力する。

## 動物における協力
動物における協力は、主に直接的な利益のため、または血縁者間で発生すると考えられる。血縁個体を援助するために時間と資源を費やすことは、一見すると生存の機会を損なうように見えるかもしれないが、実際には長期的には有益である。血縁者は援助者の遺伝的構成の一部を共有しているため、各個体の生存機会を高めることは、実際には援助者の遺伝的特徴が次世代に伝わる可能性を高める可能性がある。
しかし、生態学教授のティム・クラットン＝ブロックなどの研究者は、協力はより複雑なプロセスであると主張する。彼らは、援助者が他者を援助することから、一般的に報告されているよりも、より直接的で間接的な利益が少ない利得を得る可能性があると述べている。これらの利得には、捕食からの保護と繁殖適応度の向上が含まれる。さらに、彼らは協力が必ずしも2個体間の相互作用だけでなく、個体群を統一するというより広い目標の一部である可能性があると主張する。
チャールズ・ダーウィン、エドワード・オズボーン・ウィルソン、ウィリアム・ドナルド・ハミルトンなどの著名な生物学者は、協力の進化を魅力的なものと考えてきた。なぜなら、自然選択説は最大の繁殖成功を達成する個体を優遇する一方で、協力的な行動は多くの場合、行為者（協力的な行動を行う個体）の繁殖成功を低下させるからである。そのため、協力は、個体が生存と繁殖成功の最大化を競うという前提に基づく自然選択の理論に対して、挑戦的な問題を提起するように思われた。さらに、一部の種は、一見すると自身の進化的適応度に有害に見える協力行動を行うことが発見されている。例えば、ジリスが近くにいるコヨーテを警告するために警戒音を発する際、自身に注意を引き寄せ、捕食される可能性を高める。協力の進化については複数の仮説が存在し、それらはすべてハミルトンの包括適応度に基づくモデルに根ざしている。これらのモデルは、直接的な適応度の利益（相互に有益な協力）または間接的な適応度の利益（利他的協力）のいずれかにより、協力が自然選択によって優遇されると仮定する。以下で説明するように、直接的な利益には副産物の利益と強制的な互恵性が含まれ、一方、間接的な利益（血縁選択）には限定的な分散、血縁識別、グリーンビード効果が含まれる。

### 血縁選択
動物における協力の特定の形態の1つは血縁選択であり、これは動物が血縁者の繁殖成功を促進することで、自身の適応度を高めることを含む。
血縁選択を説明する異なる理論が提案されており、「居住権対価」仮説と「縄張り相続」仮説が含まれる。「居住権対価」理論は、個体が繁殖者の土地に住むことを許可してもらう見返りとして、他者の子の養育を手伝うことを示唆している。「縄張り相続」理論は、繁殖者が去った後に繁殖地へのアクセスを改善するために、個体が手助けをすると主張する。
アカオオカミを対象とした研究は、援助者が協力的な繁殖から即時的および長期的な利益の両方を得るという以前の研究者の主張を支持している。研究者たちは、アカオオカミが出生後、長期間にわたってパックと共に留まる決定の結果を評価した。遅延分散は他のオオカミの子孫を助けた一方で、研究では、それがオスの援助オオカミの寿命も延ばすことが分かった。これは、血縁選択が長期的な適応度の向上を通じてだけでなく、短期的な生存機会の向上を通じても個体に利益をもたらす可能性があることを示唆している。
いくつかの研究では、個体がより近い血縁者により多くの援助を提供することが示唆されている。この現象は血縁識別として知られる。メタ分析において、研究者たちはチャカタルリツグミ、ヒメヤマセミ、カササギフエガラス、コビトマングースを含む18種における遺伝的近縁度を介した血縁選択に関するデータを編集した。彼らは、異なる種が様々な程度の血縁識別を示し、協力的な相互作用から最も多くを得られる種の間で最大の頻度が発生することを発見した。

## 植物における協力
協力は動物だけでなく、植物にも存在する。つる性植物であるアメリカアサガオを用いた温室実験では、血縁グループは非血縁グループよりも成長効率が高いことを示す結果が得られている。これは血縁グループ内での競争の減少から生じると予想される。

## 説明
包括適応度理論は、協力の基本的な問題に対する可能な解決策の良い概要を提供する。この理論は、協力が個体の繁殖成功（直接適応度）または同じ遺伝子を持つ他の個体の繁殖成功（間接適応度）を高めることによって、基礎となる遺伝子を将来の世代に伝達するのに役立つという仮説に基づいている。直接的な利益は協力の単なる副産物または強制メカニズムから生じる可能性があり、一方、間接的な利益は遺伝的に類似した個体との協力から生じる可能性がある。

### 直接的な適応度の利益
これは、行為者と受け手の両方が直接的な適応度の利益に依存するため、相互に有益な協力とも呼ばれ、副産物の利益と強制という2つの異なるタイプに分類される。
副産物の利益は、社会的パートナーが協力に共通の利害を持つことの結果として生じる。例えば、ミーアキャットでは、より大きな群れサイズは生存率、採餌成功率、および争いの勝利を高めることによって、その群れのすべてのメンバーに利益をもたらす。これは、集団で生活することが単独で生活するよりも優れているためであり、協力は多くの動物が同じことをする結果として受動的に生じる。副産物の利益は、リーダーが支配する巣に従属動物が留まり手助けをすることの結果としても生じる可能性があり、リーダーはしばしば高い死亡率を被る。協力は、出生集団に留まって繁殖する可能性が高い性にとって最も有利であることが示されている。これは、時間が経過するにつれて従属個体が集団内で優位になる可能性が高くなるためである。このシナリオにおける協力は、スズメバチのヨーロッパコアシナガバチのような同種の非血縁メンバー間でしばしば見られる。
囚人の喜びは、副産物の利益を表す別の用語であり、ケン・ビンモアが2007年に協力的狩猟において「利己的な」行為の自動的な結果として利益が生じることを発見した後に作られた用語である。彼は2人の狩人がいるシナリオで、各狩人が狩りをする（協力する）か狩りをしない（ただ乗りする）かの選択肢を持つことでこれを説明した。協力的な狩りが1人での狩りよりも大きな報酬をもたらすと仮定すると、狩りが稀でない場合、狩人も非狩人も利益を得る。なぜなら、いずれのプレイヤーも他の狩人と一緒にいる可能性が高く、したがって成功した狩りの報酬を得る可能性が高いためである。この状況は「囚人の喜び」を示している。なぜなら、成功した狩りの食物は、参加したかどうかにかかわらず2人のプレイヤーの間で共有されるからである。
フリーライダー、つまり努力なしに利益を得ることは、集団行動においてしばしば問題となることが示されている。フリーライドの例としては、労働組合の従業員が組合費を支払わないが、組合の代表権から利益を得る場合などが挙げられる。1995年に発表された研究では、ライオンのメスが集団の縄張り争いへの参加の程度に個体差を示すことが分かった。一部のライオンは一貫して侵入者に近づくことで「協力」し、一方で他のライオンは戦いのリスクを避けるために「遅れを取る」ことを選んだ。リーダーのメスは遅れを取る個体を認識していたが、彼らを罰することはなかった。これは、協力が互恵性によって維持されているわけではないことを示唆している。
フリーライダーが問題となる状況において、協力は強制を通じて維持される。これは、行為者が協力することで報酬を得るか、協力しないことで罰せられるメカニズムである。これは、過去に行為者を助けた者を援助することが有利な場合に起こる。非協力に対する罰はミーアキャットで記録されており、優位なメスは妊娠した従属メスを攻撃し、追放する。妊娠は、優位なメスのみが子を産むことを許されているため、協力の失敗とみなされる。優位なメスは、従属メスが追放を回避した場合、その子を攻撃して殺し、追放はしばしばストレスの増加と生存率の低下につながる。
強制は相互に有益な場合もあり、協力的な行為が過去に行為者を助けた個体（直接的）、または過去に行為者を助けた者を助けた個体（間接的）に優先的に向けられるため、互恵的協力と呼ばれることが多い。

### 間接的な適応度の利益
協力に対する説明の第二のカテゴリーは、間接的な適応度の利益、すなわち利他的協力である。このタイプの適応度の利益を生み出す主要な3つのメカニズムは、限定的分散、血縁識別、および緑髭効果である。
ハミルトンは元々、高い血縁度が2つの方法で生じる可能性があることを示唆した：個体間の直接的な血縁認識、または血縁者を一緒に保つことができる限定的分散、すなわち個体群の粘性である。社会的パートナー間の血縁度を生み出す最も簡単な方法は限定的分散であり、これは遺伝的類似性が空間的近接性と相関するメカニズムである。個体が遠くに移動しない場合、通常は血縁者に囲まれることになる。したがって、利他的な行為は主に血縁者に向けられることになる。このメカニズムは緑膿菌で示されており、個体群が十分に混ざり合っている場合は協力が不利になるが、局所的な血縁度が高い場合は協力が有利になる。
血縁識別も協力に影響を与える。なぜなら、行為者が血縁のあるパートナーに優先的に援助を与えることができるためである。血縁者は通常共通の遺伝子を共有するため、この縁故主義は行為者とパートナーの子孫との間の遺伝的近縁度につながり、これが行為者が与える可能性のある協力に影響を与えると考えられている。
このメカニズムは緑髭効果で起こることと類似しているが、緑髭効果では、行為者は代わりにどの社会的パートナーが協力の遺伝子を共有しているかを識別しなければならない。緑髭システムは、常に個体とアレル内で共に発生し、知覚可能な特徴を生み出し、他者のこの特徴を認識し、認識された者に優先的な待遇を与える必要がある。緑髭行動の例は、ヒドロ虫綱、粘菌、酵母、アリで見つかっている。例としてワキモンユタトカゲがあり、青い喉を持つオスは互いの近くに縄張りを確立することを好む。結果は、隣接する青い喉を持つ個体がメイトガードにおいてより成功的であることを示している。しかし、より大きく攻撃的なオレンジ色のオスの隣にいる青いオスはコストを被る。この青い戦略は、RPSゲームに結びついた利他主義と相利共生が交互に現れる進化的サイクルを持つ。

## マルチレベル選択
マルチレベル選択理論は、選択が複数のレベルで作用することを示唆している。例えば、細胞内の原子および分子レベル、体内の細胞レベル、そして生物全体のレベル、群集レベル、種レベルで作用する可能性がある。同じレベルの他者と競争しないレベルは、下のレベルが高度に競争的であっても排除される。古典的な例として、がんを防ぐ遺伝子がある。がん細胞は制御不能に分裂し、細胞レベルでは非常に成功している。なぜなら、（短期的には）非常によく増殖し、体内の他の細胞との競争に勝っているためである。しかし、生物全体のレベルでは、がんはしばしば致命的であり、生殖を妨げる可能性がある。したがって、（例えば、損傷を受けた細胞が自己破壊によって協力的に行動するようにすることで）がんを防ぐゲノムの変化が優遇される。マルチレベル選択理論は、同様の効果が、例えば、個体が短期的には自身に有利だが、長期的には群集（および彼らの子孫）を破壊する行動を避けるために協力するように働きかけることがあると主張する。

## 市場効果
協力の進化につながる可能性のあるメカニズムを示唆する1つの理論は、ノーとハマースタインによって提案された「市場効果」である。このメカニズムは、多くの状況において、望ましい資源を得る効率と積極的に得ることができる資源の量との間にトレードオフが存在するという事実に依存している。その場合、システム内の各パートナーは、1つの特定の資源の生産に特化し、交易によって他の資源を獲得することから利益を得る可能性がある。2つのパートナーしか存在しない場合、各パートナーは1つの資源に特化し、他の資源を取引することができる。資源の取引には他のパートナーとの協力が必要であり、入札と交渉のプロセスが含まれる。
このメカニズムは、種内または社会集団内、および種間システム内の両方に関連付けることができる。また、資源の所有者が協力パートナーを選択する権力を持つ複数パートナーシステムにも適用できる。このモデルは自然のシステム（類人猿、クリーナーフィッシュなどの世界に例が存在する）に適用できる。しかし、例示が容易なのは、国際貿易からのシステムである。アラブ諸国は膨大な量の石油を支配しているが、西欧諸国からの技術を求めている。一方、これらの国々はアラブの石油を必要としている。解決策は貿易による協力である。

## 共生
共生とは、2つ以上の生物種が密接に、しばしば長期間にわたって相互作用することを指す。共生には、相利共生、片利共生、寄生という3つのタイプの相互作用が含まれ、そのうち相利共生のみが時として協力として認められる。相利共生は2つの異なる生物種間の密接で相互に有益な相互作用を含むのに対し、「協力」はより緩やかな相互作用を含むことができ、種間（種間）または種内（種内）の可能性がある。片利共生では、参加する2つの種の一方が利益を得るが、他方は害も利益も受けない。寄生では、参加する2つの種の一方が他方を犠牲にして利益を得る。
共生は必須的または任意的である可能性がある。必須的共生では、一方または両方の種が生存のために他方に依存している。任意的共生では、共生的相互作用はどちらの種の生存にも必要ではない。
共生の2つの特別なタイプには、1つの種が他の種の内部に生息する内部共生と、1つの種が他の種の上に生息する外部共生がある。

### 相利共生
相利共生は、参加する両種が利益を得る共生の形態である。
相利共生の典型的な例は、根粒菌土壌細菌とマメ科植物との相互作用である。この相互作用では、根粒菌は分子シグナルの交換を通じてマメ科植物に根粒形成を誘導する。根粒内で、根粒菌はニトロゲナーゼ酵素を使用して大気中の窒素をアンモニアに固定する。マメ科植物は根粒菌からの新しい利用可能な窒素の供給から利益を得、根粒菌は植物からの有機酸エネルギー源と根粒が提供する保護から利益を得る。根粒菌はマメ科植物の内部に生息するため、これは内部共生の例であり、細菌と植物の両方が独立して生存できるため、任意的共生の例でもある。
地衣類は相利共生の別の例である。地衣類は菌類（菌類共生体）と光合成を行うパートナー（光合成共生体）で構成され、後者は通常緑藻または藍藻である。菌類共生体は光合成共生体が生成する光合成の糖産物から利益を得、光合成共生体は菌類共生体によって付与される水分保持の向上と、水分や無機栄養分を捕捉するための表面積の増加から利益を得る。多くの地衣類は必須的共生の例である。実際、既知の現存する菌類種の5分の1が緑藻、藍藻、またはその両方との必須的共生関係を形成している。
相利共生の例がすべて協力の例というわけではない。特に、副産物相利共生では、両参加者が利益を得るが、協力は関与していない。例えば、ゾウが排泄するとき、これはゾウにとって廃棄物を排出する方法として有益であり、ゾウの糞を利用するフンコロガシにとっても有益である。しかし、どちらの参加者の行動も他方からの利益をもたらさないため、協力は行われていない。

## 隠れた利益
隠れた利益とは、不明確または遅延しているために明白ではない協力からの利益である（例えば、隠れた利益は子の数や子の生存可能性の増加を含まない）。
隠れた利益の1つの例として、ルリオーストラリアムシクイがある。ルリオーストラリアムシクイでは、巣での援助者の存在はヒナの体重の増加にはつながらない。しかし、援助者の存在は隠れた利益をもたらす：それは母親が翌年に繁殖する機会を生き延びる可能性を高める。
隠れた利益の別の例として間接的互恵性があり、これは供与者個体が将来の観察者が供与者に投資する確率を高めるために受益者を助けることである。これは供与者が受益者とそれ以上の相互作用を持たない場合でも起こる。
79人の学生を対象とした研究では、参加者は他者にお金を与えたり他者から受け取ったりすることを繰り返すゲームをプレイした。彼らは互恵的な役割で同じ人と二度と相互作用することはないと告げられた。プレイヤーの寄付の履歴は各匿名の相互作用で表示され、以前の相互作用で他者に対して寛容であった受け手に対する寄付は有意に頻繁であった。間接的互恵性は人間でのみ発生することが示されている。

## 囚人のジレンマ
集団のすべてのメンバーが協力から利益を得る場合でも、個人の自己利益は協力を促進しない可能性がある。囚人のジレンマはこの問題を成文化し、理論的および実験的の両方で多くの研究の対象となってきた。その元の形では、囚人のジレンマゲーム（PDG）は、裁判を待つ2人の囚人AとBについて述べており、それぞれが他方を裏切るか黙秘するかの選択に直面している。このゲームには4つの可能な結果がある：(a)両者が互いを裏切り、両者が2年の懲役を宣告される；(b)AがBを裏切り、Aは釈放され、Bは4年の懲役を宣告される；(c)BがAを裏切り、(b)と同じ結果だがBが釈放され、もう一方が4年の刑務所で過ごす；(d)両者とも黙秘し、それぞれ6ヶ月の判決を受ける。明らかに(d)（「協力」）が最良の相互戦略だが、個人の観点からは裏切りは打ち負かすことができない（釈放されるか、2年の判決しか受けない）。黙秘すると4年または6ヶ月の判決になる。これはPDGのさらなる例で説明される：2人の見知らぬ人がレストランに一緒に行き、勘定を分けることを決める。相互に最良の策は、両者がメニューの最も安い商品を注文することである（相互協力）。しかし、もし一方がこの状況を利用して最も高価な商品を注文する場合、もう一方も同様にするのが最善である。実際、もし同席者の性格が完全に不明で、2人の食事客が再び会う可能性が低い場合、できるだけ贅沢に食事をすることが常に自分の最善の利益となる。PDGと同じ力学（報酬と罰）に従う自然界の状況は協力的行動を定義する：個人の適応度の利益のために協力することは決してないが、相互協力は他のどの戦略よりも2人の競争者（一緒に）により高い報酬を与える。ナッシュ均衡で説明されているように、これらの状況下では協力は進化できない。
しかし、1981年にロバート・アクセルロッドとウィリアム・ドナルド・ハミルトンは、PDGの同じ競争者が繰り返し出会う場合（いわゆる反復囚人のジレンマゲーム、IPD）、しっぺ返し（ロバート・トリヴァースの1971年の互恵的利他主義理論で予見された）は利他主義を促進する堅固な戦略であることに注目した。「しっぺ返し」では、両プレイヤーの開始手は協力である。その後、各競争者は他のプレイヤーの最後の手を繰り返し、これは一見終わりのない相互協力の手順となる。しかし、ミスはしっぺ返しの有効性を深刻に損ない、別のミスによってのみ修正できる長期の裏切りの連鎖を引き起こす。これらの初期の発見以来、他のすべての可能なIPDゲーム戦略が特定されている（全部で16の可能性があり、例えば「寛容なしっぺ返し」が含まれ、これは「しっぺ返し」のように振る舞うが、相手の最後の手が「裏切り」だった場合に小さな確率で協力する）。しかし、プレイヤーの一人がそのような戦略に切り替えた場合、他の戦略のうち少なくとも1つによってすべての戦略は上回られる可能性がある。結果として、どの戦略も進化的安定戦略ではなく、代替戦略がランダムに発生する反復囚人のジレンマゲームの長期的なシリーズは、決して終わらない戦略変更のカオス的な連鎖を引き起こす。
しかし、実験経済学の結果は、人間が厳密な自己利益が指示するよりもしばしばより協力的に行動することを示している。

## 互恵性が協力の進化の原因ではなく結果であることを示唆する進化的メカニズム
反復囚人のジレンマゲームと互恵的利他主義理論が協力の進化的安定性に対する完全な答えを提供できないことを踏まえ、いくつかの代替説明が提案されている。
協力的行動と一部の動物、特にクジャクなどの特定の鳥類が示す誇張された性的装飾との間には顕著な類似点がある。両者は適応度の観点からコストがかかり、両者は一般的に個体群や種の他のメンバーにとって目立つ。これはアモツ・ザハヴィに、両者が彼のハンディキャップ理論によって進化的に安定した適応度シグナルである可能性があることを示唆させた。シグナルが信頼性を維持し、一般的に偽装に対して抵抗力を持つためには、シグナルは進化的にコストがかかる必要がある。したがって、（低適応度の）嘘つきが非常にコストの高いシグナルを使用した場合、その実際の適応度を深刻に損なうため、正常性の外見を維持することが困難になる。ザハヴィは「ハンディキャップ原理」という用語をスポーツのハンディキャップシステムから借用した。これらのシステムは性能の格差を減らし、それによって競技の結果をより予測しにくくすることを目的としている。馬のハンデキャップ競走では、実証的に速い馬は本質的に遅い馬よりも鞍の下により重い重りを載せられる。同様に、アマチュアゴルフでは、より優れたゴルファーは、あまり才能のないプレイヤーよりも生のスコアから差し引かれるストローク数が少ない。したがって、ハンディキャップはハンディキャップのない性能と相関し、馬について何も知らない場合でも、オープンレースでどのハンディキャップのない馬が勝つかを予測することが可能になる。それは鞍に最も重い重りを載せられた馬になる。自然界のハンディキャップは非常に目立つため、例えばメスのクジャクは、潜在的な配偶相手のハンディキャップ（オスのクジャクの尾の大きさ）を他のオスのものと比較することで、その健康状態を推測することができる。ハンディキャップによって引き起こされるオスの適応度の損失は、メスへのアクセスの増加によって相殺され、これは彼の健康と同じくらい適応度の関心事である。協力的な行為は、定義上、同様にコストがかかる（例えば、血縁関係のない鳥のペアの巣で若鳥の育児を手伝うことと、自身の子孫を生産し育てることを比較する）。したがって、それも適応度をシグナルし、身体的なハンディキャップと同じくらいメスにとって魅力的である可能性が高い。これが当てはまる場合、協力は性淘汰によって進化的に安定化される。
適応度の高い配偶相手を識別するための代替戦略があり、これは一方の性が誇張された性的装飾や他のハンディキャップを持つことに依存せず、おそらく大部分の、もしくはすべての性的生物に一般的に適用可能である。これは、非サイレント突然変異によって引き起こされる外見と機能の変化が、一般的に個体群の中で目立つという概念から派生している。これは、その変化した外見と機能がその個体群内で異常で、特異で、標準とは異なるためである。これらの異常な特徴が判断される基準となる標準は、自然選択説を通じて複数性を獲得した適応的な属性で構成されており、あまり適応的でない属性は少数派か明らかに稀である。突然変異の特徴の圧倒的多数が不適応であり、進化の将来の方向を予測することは不可能であるため、性的生物は異常または少数派の特徴が最も少ない配偶相手を好むことが予想される。これにより、性的個体群は周辺的な表現型特徴を急速に排除し、それによってそのすべてのメンバーの外見と行動全体を均一化する効果がある。添付の写真のコチョウガルリショウビン、イスピディナ・ピクタに示されているように、彼らはすべてが非常に急速にあらゆる詳細において互いに著しく類似し始める。個体群が大部分の種に典型的な外見の均一性を獲得すると、その行動レパートリー全体も、協力的、利他的、社会的相互作用を含めて、進化的安定戦略になる。したがって、上記の例の、狩猟パックの残りから離れているが、それにもかかわらず獲物を共有する利己的な個体は、標準とは異なるものとして認識され、そのため配偶相手を引きつけることが困難になる（コイノフィリア）。したがって、その遺伝子が次世代に伝わる確率は非常に小さくなり、それによって協力と社会的相互作用を、その個体群で標準となっているどのような複雑さのレベルにおいても進化的に安定化する。

## 協力研究の歴史
動物の協力に関する最初の言及の1つは、自然選択説の潜在的な問題としてそれに注目したチャールズ・ダーウィンによってなされた。19世紀のほとんどの期間、トマス・ヘンリー・ハクスリーやピョートル・クロポトキンのような知識人たちは、動物が互いに協力するかどうか、そして動物が利他的な行動を示すかどうかについて熱心に議論した。
1900年代後半、動物の協力に関する初期の研究の一部は、群れ生活の利点に焦点を当てた。群れ生活は捕食者からの攻撃頻度の増加とより大きな交配競争という形でコストを生じるが、一部の動物はその利点がコストを上回ることを見出している。群れ生活を行う動物は、しばしば寄生虫の除去の支援、より多くの配偶相手へのアクセス、採餌におけるエネルギーの保存から利益を得る。当初、動物の協力の最も明白な形態は血縁選択であったが、より最近の研究は利点がより明白でない可能性がある非血縁協力に焦点を当てている。非血縁協力はしばしば操作と強制を含む多くの戦略を含み、これらの相互作用の研究をより複雑にしている。操作の例は、托卵性の寄生者であるカッコウによって示され、これは他の種の鳥の巣に卵を産む。その鳥は、そしてカッコウの子を養育し世話をするように騙される。この現象は一見すると協力のように見えるかもしれないが、1つの受け手にのみ利益をもたらす。
過去には、古典的な協力的狩猟や囚人のジレンマモデルのような単純なゲーム理論モデルが、協力関係における動物の意思決定を決定するために使用された。しかし、動物間の複雑な相互作用は、ナッシュ均衡のようなより複雑な経済モデルの使用を必要とした。ナッシュ均衡は、個体の決定が他の個体の戦略に関する知識によって影響を受けることを仮定する非協力ゲーム理論の一種である。この理論は、動物のより高い認知能力を考慮に入れたため斬新であった。進化的安定戦略は、戦略が遺伝的で自然選択の対象となることを仮定する点で、ナッシュ均衡の洗練されたバージョンである。経済モデルは、協力が選択肢である場合に個体がどのように行動するかについての予測を提供するため、協力関係の分析に有用である。経済モデルは完璧ではないが、協力関係がどのように機能するかについての一般的な考えを提供する。
主流の教義に反して、最近発表された論文は、エージェントベースのモデルを使用して、血縁選択、罰、マルチレベル選択、空間構造などのいくつかの重要なメカニズムが協力の進化を救うことができないことを示している。新しい発見は、進化理論における長年の謎を蘇らせる。さらに、この研究は数多くの不治の病に対する治療上の利点を持つ可能性がある。